# Walkin' the Razor's Edge
Walkin' The Razors Edge è il quarto album in studio dei Helix, uscito nel 1984 per l'Etichetta discografica Capitol Records.

## Tracce
1. Rock You (Halligan) 2:53
2. Young and Wreckless 3:23
3. Animal House (Hackman, Vollmer) 2:58
4. Feel the Fire 3:13
5. When the Hammer Falls (Hackman, Vollmer) 3:02
6. Gimme Gimme Good Lovin' (Cordell, Levine) 3:28 (Crazy Elephant Cover)
7. My Kind of Rock 2:56
8. (Make Me Do) Anything You Want (Nauman, Taylor) 4:05
9. Six Strings, Nine Lives 3:14
10. You Keep Me Rockin' (Hackman, Vollmer) 3:39

## Formazione
- Brian Vollmer - vocals
- Paul Hackman - chitarra
- Brent Doerner - chitarra
- Daryl Gray - basso
- Greg Hinz - batteria

### Altri musicisti
- Spider Sinnaeve - basso